# عبدالناصر همتی در انتخابات ریاست‌جمهوری ایران (۱۴۰۰)
عبدالناصر همتی برای سیزدهمین انتخابات ریاست‌جمهوری در تاریخ ۴ خرداد ۱۴۰۰ از سوی شورای نگهبان جهت ورود به انتخابات ریاست جمهوری ایران تأیید صلاحیت شد. او در نهایت با کسب حدود دو و نیم میلیون رای، سوم شد.

## کاندیداتوری
نام‌نویسی
عبدالناصر همتی در تاریخ ۲۵ اردیبهشت ماه ۱۴۰۰ با حضور در وزارت کشور در انتخابات ریاست جمهوری ثبت نام کرد.
تأیید صلاحیت
در ۴ خرداد ۱۴۰۰ ستاد انتخابات طی بیانیه‌ای نتایج بررسی صلاحیت کاندیداهای انتخابات ریاست جمهوری را اعلام کرد و عبدالناصر همتی و ۶ کاندیدای دیگر تأیید صلاحیت شدند.

## پیشینه و دیدگاه‌ها
عبدالناصر همتی در سه سال آخر دولت دوازدهم، ریاست بانک مرکزی جمهوری اسلامی ایران را عهده‌دار بود. او اعلام کرد:
«تعامل، از خانه تا جهان» شعار دولت من است. بدون توافق برای رفع تحریم و بهبود رابطه با جهان و منطقه و بدون توافق‌های مسئله‌محور در داخل میان نیروهای سیاسی و اجتماعی و میان حاکمیت و شهروندان نه می‌توان وضعیت معیشت مردم را بهتر کرد، نه حکمرانی را باکیفیت تر و نه ایران را قدرتمندتر. معیشت اولین دغدغه مردم است و رفاه مهم‌ترین نیاز آینده کشور. اما شرط لازم برای تحقق این دو به، داشتن بینش اقتصادی در اعمال سیاستهای اجرایی و تنش زدایی در سیاست خارجی و شرط کافی داشتن سیاست‌های اقتصادی دانش‌محور و غیر پوپولیستی است.

### نمایندگی احراز صلاحیت نشده‌ها
همتی در گفتگوی ویژه خبری با بیان اینکه جمهوریت نظام برای مردم بسیار مهم و مورد تأکید سید روح‌الله خمینی بوده‌است، گفت: «من متاسفم بابت اینکه داوطلبان ذی‌صلاح نتوانستند به عرصه وارد شوند. ولی من تلاش می‌کنم نماینده شایسته‌ای از طرف آنها باشم و امیدوارم این اجازه را به من بدهند و از من حمایت کنند. بلکه بتوانم در یک مبارزه ناعادلانه پنج به یک، دولتی که خواست اکثریت مردم است را تشکیل بدهم و جمهوریت را محقق کنم.»

### مخالفت با فیلترینگ
همتی معتقد است در شرایطی که همه مسئولان در توییتر و شبکه‌های اجتماعی مشابه آن حضور دارند، فیلترینگ این شبکه‌ها معنا ندارد و تنها باری بر دوش زندگی و معیشت مردمانی شده‌است که از این راه امرار معاش می‌کنند.

### جایگاه زنان
همتی با اشاره به اینکه ۵۰ درصد فارغ التحصیلان دانشگاهی ما خانم‌ها هستند که در جامعه جایگاهی برای آنها قائل نیستیم. اشاره کرد: «حتی بعضی‌ها در خانه آن‌ها را به اسم کوچک صدا نمی‌کنند. باید بانوان حقوقی برابر آقایان داشته باشند. چرا باید به دختر خانمی که وقت گذاشته و تحصیل کرده‌است، پیامک بدهیم و بگوییم شما حجابت را در ماشین رعایت نکردی و به آنها استرس وارد کنیم؟ ما نشسته‌ایم و از بالا تصمیم می‌گیریم که شما چگونه رفتار کنید، چگونه برخورد کنید، چه فیلمی ببینید. صدا و سیما به ما می‌گوید که چه فیلمی باید ببینیم و چه فیلمی نبینیم؛ لذا لازم است در ابتدا حرمت جوانان را رعایت کنید.»

#### حضور همسر همتی در صدا و سیما
در ۹ خرداد ۱۴۰۰، عبدالناصر همتی، همسر خود سپیده شبستری را بعنوان نماینده اش برای گفتگوی تلویزیونی به صدا و سیما فرستاد. حضور همسر همتی در این برنامه واکنش مثبت بسیاری از رسانه‌های داخلی و خارجی را بهمراه داشت. سپیده شبستری در این گفتگوی تلویزیونی ضمن دفاع از عملکرد همسر خود در جلوگیری از نوسانات ارز در دورهٔ مدیریت بانک مرکزی، و ذکر پاره ای از مشخصات فردی او و برنامه‌هایش برای ریاست جمهوری، از مردم خواست که به همسرش رای بدهند و مطمئن باشند پشیمان نمی‌شوند. شبستری در پاسخ به این پرسش که موضوعی دربارهٔ آقای همتی که هیچ‌کس تا کنون از آن اطلاع ندارد، چیست؟ گفت: «در دوره نخست دولت آقای روحانی، مرحوم آیت‌الله هاشمی رفسنجانی، حداقل دو بار به او پیشنهاد داد که دکتر همتی را به سمت بانک مرکزی بگذارد اما به هر علتی، این اتفاق نیفتاد و نظر آقای رئیس‌جمهور چیز دیگری بود تا زمانی که وضع بازار ارز به آن مرحله رسید و از ایشان دعوت به همکاری کرد.»

#### سود ۱۶ میلیارد دلاری کاسبان تحریم
عبدالناصر همتی در برنامه گفت‌وگوی ویژه خبری شبکه دو سیما پاسخگوی پرسش‌ها بود که در بخشی عنوان کرد، مشکل کشورمان این است که ۱۶ سال است رشد اقتصادی سالانه ما زیر ۲ درصد بوده‌است و این برای کشور بزرگی مانند ایران قابل پذیرش نیست. دو الی سه هزار نفر زیر ۱۸ سال ظرف یک هفته چهار هزار میلیارد تراکنش دارند. یک عده هستند که اجازه نمی‌دهند تحریم رفع شود که کاسبان تحریم هستند. ما در سال ۲۰ درصد هزینه تحریم می‌دهیم. در سال گذشته فقط، ۸۰ میلیارد حجم تجارت خارجی بوده، اما ۱۶ میلیارد دلار هزینه مبادلاتی تحریم می‌شود این ۱۶ میلیارد دلار توی جیب چه کسانی می‌رود. وی در ادامه گفت، برخی در مناظرات طوری صحبت می‌کنند که انگار تازه الان وارد فرودگاه امام خمینی شده‌اند و از خارج از کشور آمدند و در ۴۰ سال گذشته هیچ نقشی در کشور نداشته‌اند.

## وعده‌های انتخاباتی
به عقیده همتی، معیشت اولین دغدغه مردم است و رفاه مهم‌ترین نیاز آینده کشور اما شرط لازم برای تحقق این دو داشتن بینش اقتصادی و تنش‌زدایی خارجی است. او اعلام کرد با توجه به تسلط بر حوزهٔ اقتصاد و توانایی‌های ایران در این حوزه، می‌تواند در یک دوره چهار ساله اوضاع را بهبود ببخشد. او در این باره وعده داده‌است که: «دولتِ اقتصادی تشکیل می‌دهم. هدفم این است که دولت فنی باشد و نه سیاسی. من اعلام می‌کنم ۴ سال بیشتر نمی‌خواهم بمانم تا از همان اول اقدامات خود را اجرایی کنم و وقت را تلف نکنم.»

#### من آمده‌ام که روحانی آخرین رئیس‌جمهور ایران نباشد!
در ۸ خرداد ۱۴۰۰، عبدالناصر همتی ضمن حضور در کلاب هاوس، به پرسش‌های تعداد زیادی از ایرانیان به‌صورت مستقیم پاسخ داد. او در این گفتگو، با اشاره تلویحی به رد صلاحیتهای گسترده شورای نگهبان اعلام کرد: «من آمده‌ام که روحانی آخرین رئیس‌جمهور ایران نباشد.» بنظر می‌رسد که اشاره او به احتمال حذف پست ریاست جمهوری و جایگزینی آن با نخست‌وزیری و سیستم پارلمانی در سالهای آینده بوده باشد.

## گرایش سیاسی
در ۱۳ خرداد ۱۴۰۰، عبدالناصر همتی در گفتگوی آنلاین در کلاب هاوس و در پاسخ به سؤالی دربارهٔ گرایش سیاسی خود اعلام کرد: «من اصلاح‌طلب هستم و خوبش هم هستم.».

## ظریف در دولت همتی
در ۲۶ خرداد ۱۴۰۰، عبدالناصر همتی در یک توییت اعلام کرد که از محمدجواد ظریف بعنوان معاون یا وزیر خارجه در دولت خود استفاده خواهد کرد.

## مناظره‌ها

### مناظره اول: اقتصادی
در مناظره اول که به محوریت موضوع اقتصاد در روز شنبه ۱۵ خرداد ۱۴۰۰ ساعت ۱۷ آغاز شد، عبدالناصر همتی، ضمن تأکید بر پوششی بودن چهار تن از کاندیداها برای سید ابراهیم رییسی، خطاب به آنها گفت:
آقای جلیلی شما اقتصاد تجارت نمی‌فهمید چرا می‌خواهید برای مردم تصمیم بگیرید. چرا همه چیز را گردن بانک مرکزی می‌اندازید. ورودی ارز بانک مرکزی ۴۵ میلیارد بود و در دو سال اخیر به ۹ میلیارد دلار رسید. دلار جای اینکه روی ۵۵ هزار تومان باشد اکنون ۲۲ هزار تومان است. شما در زمین ترامپ بازی کردید. من از مردم دفاع می‌کنم مردم از بالا رفتن قیمت ارز ضرر می‌کنند. آقای زاکانی شما اقتصاد نخواندید. آقای رضایی من که می‌دانم شما چطور اقتصاد خواندید. آقای رییسی این‌ها شما را پوشش می‌دهند.
همتی همچنین بعد از تهدید شدن از سوی محسن رضایی برای ممنوع الخروج شدن و محاکمه پس از انتخابات، خطاب به سید ابراهیم رییسی گفت:
من همیشه گفته‌ام به جناب آقای رییسی احترام می‌گذارم اما ما الان رقیب هستیم و مردم باید مسائل را بدانند. من یک شهروند عادی و استاد دانشگاه هستم و شما رئیس قوه قضاییه هستید. آیا امان‌نامه می‌دهید که بعد از این صحبت‌ها ما را تعقیب و پیگیری نکنید؟ اینجور که آقای رضایی می‌گویند ما معرفی می‌کنیم و محاکمه می‌کنیم… آقای رضایی به عنوان فرمانده جنگ ما به شما احترام می‌گذاریم اما همین که در مورد برخی عملیات‌های شما در زمان جنگ پیگیری نمی‌شود، باید خدا را شکر کنید. من اگر رئیس‌جمهور بشوم، حتماً شما را به عنوان یکی از اخلال گران اقتصادی، به آقای رییسی در قوه قضاییه معرفی می‌کنم.

#### بشمار ۱۰
در پایان مناظره اول، عبدالناصر همتی ضمن دعوت کسانی که قصد رای دادن ندارند به مشارکت در انتخابات از آنها خواست ۱۰ نفر دیگر را با خود همراه کند:
اگر امروز درست انتخاب نکنیم، ۲۰ سال دیگر ارز ۴۲۰۰ توزیع می‌کنیم و قیر رایگان عرضه می‌کنیم و از همسایگان عقب می‌مانیم. خیلی‌ها نتیجه انتخابات را از پیش مشخص می‌دادند، اما مردم می‌توانند این صحنه را تغییر دهند. از شما می‌خواهم خودتان رای دهید و اگر اعتراض دارید، اعتراضتان را با رای دادن به من نشان دهید. تا هفته آینده لااقل نظر ده نفر را تغییر دهید و با خود همراه سازید. بحث پیروزی من نیست، بحث پیروزی جمهوری و مردم است که به نفع جمهوریت و مردم و فرزندانمان است. ما مردم می‌توانیم صحنه را تغییر دهیم.
پس از این سوالات وی توییتی با هشتگ بشمار ۱۰ منتشر کرد.

### مناظره دوم: فرهنگی، اجتماعی و سیاسی
در مناظره دوم که به محوریت موضوع فرهنگی، اجتماعی و سیاسی در روز سه شنبه ۱۸ خرداد ۱۴۰۰ ساعت ۱۷ آغاز شد، عبدالناصر همتی، ضمن تأکید بر این که رقبایش برای تقویت وضع موجود آمده‌اند، خطاب به آنها گفت:

#### توسعه در مقابل تندروها
من در مقابل جریانی قرار دارم که به جای توسعه ایران می‌گوید باید برویم و کاخ سفید را حسینیه کنیم. این‌ها دنیا را نمی‌شناسند. چه افرادی به سفارت عربستان حمله کردند و کشور را با مشکل مواجه کردند و باعث کاهش ارزش پول و بهم خوردن قیمت‌ها و بهم خوردن روابط ما شد؟ چه کسانی در پشت این حمله بودند؟
همتی ضمن تأکید بر اهمیت به رسمیت شناختن علایق نسل جوان در بخش دیگری از مناظره گفت:
نوجوانان ما به سراغ کی‌پاپ (موسیقی کره‌ای) رفته‌اند، ما رپ خودمان را ممنوع کرده‌ایم. ما چه حقی داریم برای زندگی‌کردن مردم تصمیم بگیریم. من درمورد ۶۰ درصد جوانی که می‌گویند رای نمی‌دهم صحبت می‌کنم.

#### من با افتخار یک کارمند هستم!
همتی در بخش پایانی سخنان خود خطاب به ابراهیم رییسی که از وی تحت عنوان یک کارمند یاد کرده بود گفت:
۴۰ سال است که در این مملکت خدمت کرده‌ام. شما چگونه آقای رییسی مارا در حد کارمند خودتان می‌دانید؟ من هم با افتخار یک کارمند هستم، شما هم اگر واقعاً کارمند بودید از این عنوان به منظور تحقیر رقیب استفاده نمی‌کردید.

#### وعده‌های عوام فریبانه دیگر کاندیدا
عبدالناصر همتی نامزد انتخابات ریاست جمهوری در دومین فیلم تبلیغاتی خود در انتقاد از وعده دیگر کاندیداها گفت، برخی وعده‌های نامزدهای انتخابات عوام فریبی است و از نظر من شدنی نیست زیرا اطلاعی از وضعیت کشور ندارند. من که از وضعیت کشور اطلاع دارم و می‌گویم این وعده‌ها عملی نمی‌شود، برای این است که در اردیبهشت ماه برای پرداخت حقوق کارمندان دولت از تنخواه بانک مرکزی استفاده شد.

### مناظره سوم: دغدغه‌های مردم
در مناظره سوم که به محوریت موضوع دغدغه‌های مردم در روز ۱۷ شنبه ۲۲ خرداد ۱۴۰۰ ساعت ۱۷ آغاز شد، عبدالناصر همتی، با تأکید بر این‌که وی برای مسکن جوانان، اشتغال آنان، کنترل تورم و افزایش رشد اقتصادی برنامه دارد گفت:
مردم بدانند این جریانی که در برابر من ایستاده‌است می‌خواهد ما بدون دنیا زندگی کنیم. اولا شما بلد نیستید بدون دنیا زندگی کنید و ثانیاً نتیجه زندگی بدون دنیا می‌شود این‌که رشد اقتصادی هشت درصدی به صفر کاهش می‌یابد و هزینه آن را هم مردم از جیب خود می‌پردازند. در طول یک سال سه بار رئیس سازمان بورس را عوض کردند. من می‌خواهم به شما بگویم درمورد موضوع بورس ماجرا ربطی به بانک مرکزی نداشت.
وی وی ادامه داد:
اما آنهایی که در برابر من قراردارند یعنی آقای رئیسی و چهار کاندیدای دیگر که وی را همراهی می‌کنند اینها مخالف برجام و تصویب FATF هستند. آنها سال‌ها رابطه با خارج کشور را معطل کرده‌اند به خاطر این‌که به رابطه با دنیا اعتقادی ندارند.

#### گروه ویژه اقدام مالی و کره شمالی
عبدالناصر همتی در واکنش به سخنان جلیلی که FATF را نیاز کشور ندانست، گفت:
آقایان جلیلی و رئیسی حرف‌هایی می‌زند که نمی‌دانم شوخی می‌کند یا نه؟ ایشان می‌گوید FATF به درد کشور نمی‌خورد. ۲۰۰ کشور آن را پذیرفته‌اند، یعنی فقط شما می‌فهمید آقای جلیلی؟ آن ۲۰۰ کشور نمی‌فهمند؟ تنها کسی که اینطور فکر می‌کند شما هستید و کره شمالی. این برای جلوگیری از پولشویی و تروریسم است. چرا ما باید طوری عمل کنیم که در دنیا ما را به عنوان حامی پولشویی یا تروریست مطرح کنند.

### موضع رئیسی دربارهٔ زنان
عبدالناصر همتی در باب این موضوع خطاب به ابراهیم رئیسی گفت:
آقای علم الهدی دربارهٔ زنان و حضور آنها در محاکم قضایی نظر شما چیست؟ چند سال است به مصوبات در این زمینه عمل نکردیم، صراحتاً بگویید تفکرات شما با تفکرات آقای علم الهدی در مورد زنان نزدیکی دارد یا نه؟ شما مخالف گشت ارشاد هستید یا نه.

### صدای روستاییان بی‌صدا
همتی در بخش دیگری از این مناظره با بیان اینکه ما در این مناظرات دیدیم که جای صدای روستاییان بی‌صدا خالی است، تصریح کرد:
وقتی آن مشاور جناب رئیسی که شهر به شهر برایشان تبلیغ می‌کند و آقای جلیلی ترک موتورش می‌نشیند به روستائیان عزیز توهین می‌کند چه انتظاری می‌توانیم داشته باشیم؟ نگاه مشاور آقای جلیلی به روستائیان مثل نگاهی بود که جلسه قبلی آقای رئیسی به کارمندان داشتند. انگار روستایی و کارمند واژگان تحقیرآمیز هستند. مردم عزیز نگذارید این نگاه ارباب رعیتی در ایران حاکم شود. مردم روستا از شما گندم را هم خوب نمی‌خرند چرا که بودجه آن را برای قیر رایگان به رانتخوارها دادند. مردم روستا من برای شما و توسعه روستا برنامه جامع دارم. تضمین می‌کنم که گندم و محصولات شما را به نرخ روز بخرم نه نرخ تحمیلی که معمولاً رایج است. آقای رئیسی گفتند که بانک مرکزی نمی‌تواند سود بانکی را پایین بیاورد اما من با ابزار قوه قضائیه می‌توانم، باید پرسید که چرا پایین نیاوردید؟ اقتصاد مثل دادگاه نیست آقای رئیسی، سود بانکی را در زمان تورم پایین بیاورید آن پیرزن و پیرمرد بازنشسته که پول خود را در بانک گذاشته‌اند و سود آن را می‌گیرند تا زندگیشان بچرخد چگونه باید زندگی کنند؟ کشور و اقتصاد را نمی‌شود مثل زندان اداره کرد.

### تندروهای داخلی و رای بی رای
همتی در بخش پایانی مناظره اظهار کرد:
براندازان خارجی و تندروهای داخلی من را تخریب کردند. برخی از کارهای آقایان حاضر در جلسه را هم گردن من انداختند اما من چیزی نگفتم. همه آقایان حاضر در اینجا می‌دانند که من با دستان تقریباً خالی در برابر ترامپ جنگیدم اما به روی خود نمی‌آورند چرا که باید تخریب کنند. بلند بگویید با جوانان ما چه کردید که از شعار رای من کو؟ به رای بی رای رسیدند؟ ما در انتخاب‌های خود اشتباه کردیم اما باعث نمی‌شود اگر زمین‌خوردیم دیگر بلند نشویم.

### ۲۸ خرداد و ۲۸ مرداد
همتی در پایان سخنان خود در مناظره سوم اظهار کرد:
من هیچ ترسی ندارم نه برادرانم فاسدند نه همسر و فرزندانم. به هیچ‌کس باج نداده و نخواهم داد. روز انتخابات بزنید زیر میز و نگذارید ۲۸ خرداد بشود ۲۸ مرداد. قدرت خود را به همه کسانی نشان دهید که می‌گویند اگر مشکل دارید بگذارید و بروید. اینجا وطن ماست.

## حامیان

### اشخاص و سیاستمداران
- مهدی کروبی دومین رئیس مجلس شورای اسلامی[۲۸]
- عبدالکریم سروش نواندیش دینی، نویسنده و فیلسوف[۲۹]
- بهزاد نبوی وزیر سابق صنایع سنگین و سخنگوی دولت[۳۰]
- سید علی‌محمد دستغیب از مراجع تقلید و عضو سابق مجلس خبرگان رهبری[۳۱]
- سید عطاءالله مهاجرانی وزیر سابق فرهنگ و ارشاد اسلامی[۳۲]
- سید هادی خامنه‌ای دبیرکل مجمع نیروهای خط امام[۳۳]
- فرخ نگهدار فعال سیاسی چپ‌گرا[۳۴]
- علی مطهری نایب‌رئیس دوم مجلس شورای اسلامی[۳۵]
- محسن مهرعلیزاده معاون سابق رئیس‌جمهور و رئیس سازمان تربیت بدنی[۳۶]
- محسن هاشمی رفسنجانی رئیس شورای شهر تهران[۳۷]
- محمد هاشمی رفسنجانی رئیس سابق سازمان صدا و سیما[۳۸]
- علی جنتی وزیر سابق فرهنگ و ارشاد اسلامی[۳۹]
- غلامحسین کرباسچی دبیرکل حزب کارگزاران سازندگی[۴۰]
- محمود صادقی حقوق‌دان و مدرس دانشگاه[۴۱]
- مصطفی ملکیان فیلسوف و روشن‌فکر[۴۱]
- شهیندخت مولاوردی معاون امور زنان و خانواده رئیس‌جمهور[۴۱]
- محسن آرمین سخنگوی سازمان مجاهدین انقلاب اسلامی[۴۱]
- سید محمدرضا خاتمی نایب‌رئیس مجلس ششم شورای اسلامی[۴۲]
- محسن رهامی معاون حقوقی و امور مجلس سابق وزارت علوم، تحقیقات و فناوری[۴۳]
- مسعود پزشکیان وزیر سابق بهداشت، درمان و آموزش پزشکی[۴۴]
- حمید بعیدی‌نژاد سفیر ایران در انگلیس[۴۱]
- الیاس حضرتی رئیس کمیسیون اقتصادی دهمین مجلس شورای اسلامی[۴۵]
- مجید فراهانی عضو شورای شهر تهران[۴۱]
- محمد علیخانی رئیس کمیسیون عمران شورای شهر تهران[۴۱]
- عماد بهاور مسئول شاخه جوانان نهضت آزادی ایران[۴۱]
- حمیدرضا جلایی‌پور از اعضای اصلی انجمن جامعه‌شناسی ایران[۴۱]
- فاطمه حقیقت‌جو نمایندهٔ دوره ششم مجلس شورای اسلامی[۴۱]
- سیده حمیده زرآبادی نمایندهٔ دورهٔ دهم مجلس شورای اسلامی[۴۱]
- سید محمد صدر عضو مجمع تشخیص مصلحت نظام[۴۶]
- زهرا شجاعی رئیس مرکز امور مشارکت زنان دولت هفتم[۴۱]
- زهرا نژادبهرام اولین معاون فرماندار زن در ایران[۴۱]
- احمد شیرزاد نماینده دوره ششم مجلس شورای اسلامی[۴۱]
- فیض‌الله عرب‌سرخی معاون سابق وزیر بازرگانی ایران[۴۱]
- جمیله کدیور نماینده دوره ششم مجلس شورای اسلامی[۴۱]
- الهه کولایی نماینده دوره ششم مجلس شورای اسلامی[۴۱]
- شهربانو امانی نماینده مجلس شورای اسلامی در دوره‌های پنجم و ششم[۴۱]
- محمد فاضلی معاون پژوهشی مرکز بررسی‌های استراتژیک[۴۷]
- سید حمید حسینی عضو اتاق بازرگانی ایران[۴۸]
- مراد ثقفی پژوهشگر و فعال مدنی[۴۹]
- اسماعیل گرامی مقدم سخنگوی حزب اعتماد ملی[۴۱]
- غلامعلی رجایی مشاور رسانه‌ای شهردار تهران[۵۰]
- علی‌محمد نمازی نماینده دوره ششم مجلس شورای اسلامی[۵۱]
- ناهید خداکرمی عضو شورای شهر تهران[۴۱]
- الهام فخاری روان‌شناس و عضو شورای شهر تهران[۵۲]
- علی اعطا سخنگوی شورای شهر تهران[۵۳]
- محمد قوچانی روزنامه‌نگار[۴۱]
- صبا آذرپیک روزنامه‌نگار[۴۱]

### تشکل‌ها
- ائتلاف جمهور شامل:
  - حزب اعتماد ملی[۵۴][۵۵]
  - حزب کارگزاران سازندگی[۵۶]
  - مجمع نیروهای خط امام
  - حزب ندای ایرانیان
  - حزب مردم‌سالاری
  - حزب اسلامی کار
  - خانه کارگر
  - حزب توسعه ملی
  - حزب وحدت و همکاری ملی
  - حزب جوانان ایران اسلامی
  - مجمع فرهنگیان
  - جمعیت حمایت از حقوق بشر زنان
  - مجمع زنان اصلاح‌طلب
  - حزب آزادی
  - جمعیت زنان نواندیش
  - حزب مردان کار
- حزب همبستگی ایران اسلامی[۵۷]

### مجموعه
- جمعیت تولیدگرایان ایران[۵۸]
- ستاد مشترک انتخاباتی اقوام ایرانی[۵۹]
- مجمع فرهنگیان ایران اسلامی[۶۰]
- انجمن اسلامی مدرسین دانشگاه‌ها[۶۱]
- ستادهای انتخاباتی محسن مهرعلیزاده

### رسانه‌ها
- اعتماد
- ایلنا
- خبرآنلاین
- برنا
- آفتاب
- اقتصاد آنلاین
- دنیای اقتصاد
- انتخاب
- آرمان ملی
- فرارو
- انصاف نیوز
- خرداد نیوز
- پارسینه
- نامه نیوز
- دیدبان ایران
- ستاره صبح

### حمایت کروبی از همتی
در شبانگاه ۲۴ خرداد ۱۴۰۰ مهدی کروبی اعلام کرد که در انتخابات ریاست جمهوری به عبدالناصر همتی رای خواهد داد.

## حواشی

### برکناری از ریاست بانک مرکزی
در ۹ خرداد ۱۴۰۰، حسن روحانی، به دلیل حضور همتی در عرصه انتخابات ریاست جمهوری او را از ریاست بانک مرکزی برکنار کرد و قائم مقام بانک مرکزی، اکبر کمیجانی جانشین رئیس بانک مرکزی جمهوری اسلامی ایران شد.

### عدم پخش مستند تبلیغاتی از صدا و سیما
در ۱۱ خرداد ۱۴۰۰، در حالیکه قرار بود اولین مستند تبلیغاتی عبدالناصر همتی از شبکه یک پخش شود، صدا و سیما اعلام کرد که مستند همتی به دلیل عدم ارسال در فرصت قانونی به صداوسیما پخش نشده‌است. همتی در واکنش به این اتفاق، صداوسیما فیلم مستند انتخاباتی من را پخش نکرد؛ اشکالی ندارد، من خودم مستقیم با مردم صحبت می‌کنم. همتی اعلام کرد که باتوجه به عدم پخش مستند انتخاباتی اش توسط صداوسیما، او این فیلم را در شبکه‌های اجتماعی منتشر خواهد کرد.

### اتهام سرقت علمی
در جریان رقابت‌های انتخاباتی، همتی که عضو هیئت علمی دانشکده اقتصاد دانشگاه تهران است، به سرقت علمی متهم شد. ستاد انتخاباتی این نامزد انتخاباتی نیز در واکنش به اتهام سرقت علمی علیه این نامزد، به رئیس دانشگاه تهران نامه نوشت و خواستار شفاف‌سازی در این‌باره شد.